# Marjorie Elliott Sypher
Marjorie Elliott Sypher (Ottawa, Canadá, 24 de enero de 1925 - Escazú, Costa Rica, 16 de abril de 2015) fue primera dama de Costa Rica de 1974 a 1978, durante la administración de su esposo Daniel Oduber Quirós.

## Biografía
Cursó estudios de ejecución musical en Canadá y de Literatura en la Universidad de La Sorbona en Francia. Desposó a Oduber en París el 8 de mayo de 1950. durante su gestión fomentó el cooperativismo, creó una red de bibliotecas de escuelas rurales y proyectos conservacionistas y de reforestación. Fue nombrada dama de la Orden de Isabel la Católica por el Rey Juan Carlos I en su visita al país. 
Al terminar su período y tras la muerte de Oduber se dedicó a la labor de preservación del ambiente, campañas ecológicas y de conservación del patrimonio arqueológico costarricense.

## Fallecimiento
Falleció en Escazú, el 16 de abril de 2015 a los 90 años de edad.